# Ángel de la guarda mi dulce compañía
Ángel de la guarda mi dulce compañía è una telenovela colombiana prodotta da R.T.I per i canali televisivi Caracol Televisión e Telemundo. È stata trasmessa in Colombia dal 2003 al 2004 e in Bolivia, Cile, Venezuela, Stati Uniti d'America, Repubblica Dominicana, Ecuador e Bulgaria. Tra i protagonisti ci sono Diego Ramos, nella parte dell'angelo, Manuela González e Orlando Miguel.
Racconta la storia di un angelo che deve compiere una missione sulla Terra, però si innamora di un umano.